# 罗伯特·J·C·扬
罗伯特·J·C·扬（1950年6月14日—）是一位英国历史学家，后殖民主义理论家，毕业于牛津大学埃克塞特学院，现为纽约大学教授，主要作品有入选牛津通识读本的《后殖民主义》（Postcolonialism）等。